# 큰 수
큰수 또는 대수(大數, 영어: large numbers)는 일상생활에서 거의 사용되지 않는 거대한 수다. 매우 거대한 수는 수학, 천문학, 우주론, 암호학, 인터넷이나 컴퓨터 등의 분야에서 자주 등장한다. 천문학적인 숫자(天文學的-數字)로 불리기도 한다. 거대한 수나 미소한 수를 나타내기 위해서 특수한 수학 기호가 사용되고 있다.

## 큰수의 사용 예시
대수는 다음과 같은 예시가 있다.
소수.G5-math$
googol.10mul100
- mul:2mul3:2x2x2

googolplex.10mulgoogol,10mul10mul100
googolplexian.10mul googolplex
...googolplexanium,google,googoo,gotcha,googus,giser,gusa,gogo...
10mul gogo mul gusa mul... ...googolplex mul googol
is gyser최대의 수

## 천문학적인 큰수
천문학에서 사용되는 큰수는 다음과 같다.
- 1광년: {\displaystyle 9460730472581~\mathrm {km} } ≒ {\displaystyle 9.45\times 10^{12}~\mathrm {km} }
- 관측 가능한 우주에 존재하는 원자의 총 수: {\displaystyle 10^{79}}~{\displaystyle 10^{81}}개
- 지구의 질량: {\displaystyle 5.97\times 10^{24}~\mathrm {kg} }
- 태양의 질량: {\displaystyle 1.99\times 10^{30}~\mathrm {kg} }
- MD5의 해시 키의 길이는 128비트이며, {\displaystyle 2^{128}}(약 {\displaystyle 3.402\times 10^{38}})의 해시값을 받는다. (이것은 매우 양호한 해시 함수이며, 어느 문서가 특정의 해시값을 받는 확률은 2-128이다. 이는 실질적으로는 제로와 동일한 값이다. 따라서 거의 뚫릴 확률이 없다는 것인데, 갯수가 늘어남에 따라 생일 문제처럼 확률이 급격히 늘 수 있다.)
- 급팽창 이후의 우주의 크기로써 나온 물리학자 레너드 서스킨드에 의한 해의 하나: {\displaystyle 10^{10^{10^{122}}}~\mathrm {m} }[1]

## 조합론적 수
일상용어에서 쓰이는 천문학적인 수과 비슷한 조합론적인 수라는 말이 있다.
조합론에서 편성의 경우의 수 등은 급격하게 커지는 수로 팽창 폭발이라는 표현을 사용한다. 예를 들어 일의인 요소의 집합에 대한 순열의 수인 계승함수는 매우 급속히 발산하는 함수이다. 그것을 확장한 것으로서 초실수도 있다.
편성 함수는 통계역학에서 다루어지는 큰수를 생성하기 위해서 사용되고 있다. 통계역학의 분야에서 사용되는 수는 일반적으로 로그를 이용해 나타낸다.
- 항하사: {\displaystyle 10^{52}}
- 아승기: {\displaystyle 10^{56}}
- 나유타: {\displaystyle 10^{60}}
- 불가사의: {\displaystyle 10^{64}}
- 무량대수: {\displaystyle 10^{68}}
- 구골: {\displaystyle 10^{100}}
- 센틸리언(미국·캐나다):  {\displaystyle 10^{303}}
- 센틸리언(유럽): {\displaystyle 10^{600}}
- 알려져 있는 최대의 소수 (2018년 12월 발견): {\displaystyle 2^{82589933}}-1 ≒ {\displaystyle 1.4889\times 10^{24862047}}
- 불가설불가설전: {\displaystyle 10^{7\times 2^{122}}}
- 구골플렉스: {\displaystyle 10^{googol}} = {\displaystyle 10^{10^{100}}}
- 제1스큐즈수: {\displaystyle e^{e^{e^{79}}}}
- 구골플렉시안: {\displaystyle 10^{googolplex}} = {\displaystyle 10^{10^{10^{100}}}}
- 제2스큐즈수: {\displaystyle 10^{10^{10^{964}}}}
- 그레이엄 수(단순한 거대함 이외로 의미가 있는 고찰의 대상이 되었던 적이 있는 최대의 유한수)

## 계산 불가능한 큰수
기호 Σ는 모든 계산 가능 함수보다 더 빠르게 증가하는 함수의 일례이다. 바쁜 비버 함수 자신은 계산 불가능하다. 인수가 비교적 작은 값을 대입하는 것만으로 거대한 함숫값이 나온다. n = 1, 2, 3, 4에 대해서, Σ(n)의 값은 각각 1, 4, 6, 13이다. Σ(5)는 정확하지 않으나, 4098 이상이다. Σ(6)는 적어도 1.29×10865이다.

## 무한수
이상의 수들은 모두 매우 큰수이지만, 자연수 집합에 속하는 유한수이다. 수학에서는 무한대나 초한수 등 유한한 자연수 이상의 무한을 다루는 수 분야가 존재한다.
- 알레프({\displaystyle \aleph }) 혹은 {\displaystyle {\mathfrak {c}}}는 실수의 농도이다. 명제 {\displaystyle {\mathfrak {c}}=\aleph _{1}}는 연속체 가설로서 알려져 있다.
- 큰 기수는 ZFC에서는 그 존재를 증명할 수 없는 듯한 큰 기수이다. 예를 들면, (약·강) 도달 불가능 기수, 마로 기수, (약·강) 콤팩트 기수, 가측기수등이 있다.

## 큰 수의 표기법
일반적으로 십진법 체계에서 보통의 큰 수는 지수를 사용하여 나타낸다. 그러나, 모저 수나 그레이엄 수 등은 '10의 10제곱의 10제곱 … '같이 거듭제곱을 아무리 계속해도 도달할 수 없을만큼 터무니없이 큰 수이며, 지수 정도로는 사실상 표기가 불가능하다. 이러한 일반적인 표기법으로 나타낼 수 없는 특수한 큰수들을 표현하기 위하여 많은 수학자들이 표기법을 고안해냈다.
- 커누스 윗화살표 표기법은 수학자 도널드 커누스가 고안한 큰수의 표기법으로 ↑하나는 거듭제곱을 ↑↑은 거듭제곱의 다음 연산을

(덧셈의 반복을 곱셈, 곱셉의 반복을 거듭제곱으로 볼 경우 이 연산은 거듭제곱의 다음연산으로 테트레이션이라고 부른다) ↑↑↑은 테트레이션의 다음연산인 펜테이션을 나타내며 화살표 하나를 추가할 때마다 폭발적으로 수가 증가한다. 그레이엄 수 표기에 필수적으로 사용된다.
- 하이퍼 연산은 덧셈의 반복인 곱셈, 곱셈의 반복인 거듭제곱을 만드는 것을 일반화하여, 다음의 새로운 연산을 만들어 가는 것이며, 위의 화살표 표기법과 비슷하다.
- 콘웨이 연쇄 화살표 표기법은 윗화살표 표기에서의 '화살표의 증가' 그 자체를 반복하고 ' '화살표의 증가'에 대한 반복의 반복 등을 계속할 수 있도록 표현할 수 있도록 고안한 표기법이다.
- 스테인하우스-모서 다각형 표기법은 큰수를 나타내기 위해서 다각형표기법을 사용하고 있다.
- 초계승은 계승을 확장한 것이다.
- 아커만 함수는 주는 수가 커지면 급격하게 증대하는 함수이다.
- 회전 화살표 표기는 지수반복 표기나 연쇄 화살표 표기의 확장판으로 화살표의 회전을 반복하는 것으로 전자보다 훨씬 더 거대한 수를 표기할 수 있도록 한 것이다.
- BEAF는 배열 표기나 그 확장에 의해 지수반복표기나 연쇄 화살표 표기 회전 화살표 표기보다 훨씬 더 거대한 수를 표기할 수 있도록 한 기법이다.

## 같이 보기
- 수 목록
- 수학 상수